# Spilocuscus rufoniger
Spilocuscus rufoniger hay “Cuscus” (“Cuscus”: “các loài thú có túi sống trên cây cũng có thể được quan sát khi chúng di chuyển qua tán cây trong chuyển động chậm”) đốm đen là một loài động vật có vú trong họ Phalangeridae, bộ Hai răng cửa. Loài này được Zimara mô tả năm 1937.